# Shenandoah (film 1913)
Shenandoah è un cortometraggio muto del 1913 diretto da Kenean Buel. Il film, un corto in tre rulli, è l'adattamento di un lavoro teatrale di Bronson Howard.

## Produzione
Prodotto dalla Kalem Company

## Distribuzione
Il film fu distribuito dalla General Film Company che lo fece uscire in sala il 4 luglio 1913.